# Hiliadulo (Hilimegai)
Hiliadulo is een bestuurslaag in het regentschap Nias Selatan van de provincie Noord-Sumatra, Indonesië. Hiliadulo telt 456 inwoners (volkstelling 2010).